# Drabescus nigrofascialis
Drabescus nigrofascialis är en insektsart som beskrevs av William Lucas Distant 1918. Drabescus nigrofascialis ingår i släktet Drabescus och familjen dvärgstritar. Inga underarter finns listade i Catalogue of Life.